# Sievekingia hirtzii
Sievekingia hirtzii är en orkidéart som beskrevs av Waldv. Sievekingia hirtzii ingår i släktet Sievekingia och familjen orkidéer.
Artens utbredningsområde är Ecuador. Inga underarter finns listade i Catalogue of Life.